# أندرو سكوت (لاعب كرة قدم)
أندرو سكوت (بالإنجليزية: Andrew Scott)‏ هو لاعب كرة قدم بريطاني، ولد في 19 يونيو 2000. لعب مع نادي أكرينغتون ستانلي.